# 莫伊門塔達貝拉
40°58′47″N 7°36′49″W / 40.97972°N 7.61361°W
莫伊門塔達貝拉（葡萄牙語：Moimenta da Beira），是葡萄牙的城鎮，位於該國中北部，由維塞烏區負責管轄，始建於1189年，面積219.97平方公里，2011年人口10,212，人口密度每平方公里46.42人。